# Coffea charrieriana
Espèce
Statut de conservation UICN

 CR B1ab(iii) : 
En danger critique
Le café de Charrier (Coffea charrieriana, Stoff. & F. Anthony) est une espèce de caféier sauvage, de la famille des Rubiacées, originaire du Cameroun. La particularité de cette espèce décrite en 2008, est de produire des grains de café naturellement sans caféine – ce qui pourrait représenter un atout au niveau agronomique.

## Classification et étymologie
Quoique d'abord nommée Coffea bakossii en lien avec le lieu de sa découverte – les monts Bakossi –, cette espèce ne doit pas être confondue avec Coffea bakossii Cheek & Bridson. Il s'agit en effet de deux espèces non apparentées et morphologiquement distinctes.
Coffea charrieriana a été nommé en l'honneur du Professeur André Charrier, chercheur français de l'Institut de recherche pour le développement qui a travaillé notamment sur la culture du café en Afrique Centrale.

## Description
C'est un arbrisseau dont la hauteur est comprise entre 1 et 1,50 m.

## Distribution et écologie
À l'origine l'espèce est connue uniquement à travers la collecte de François Anthony au sud-ouest du Cameroun, le 14 février 1983 dans la réserve forestière de Bakossi (Tombel), à 2 km à l'est du pont sur le Moungo, à une altitude de 160 m. Introduite par bouturage en Côte d'Ivoire, elle y a été récoltée en 1997 (collection de café Man-IRD, germoplasme no C11).
L'espèce a été jugée « en danger critique d'extinction », car elle n'a plus été observée à l'état sauvage depuis 2006, mais les recherches se poursuivent.

## Utilisation
Des analyses biochimiques ont révélé plusieurs particularités prometteuses de cette espèce et Coffea charrieriana a été sélectionnée comme l'une des « Dix meilleures nouvelles espèces de l'année 2008 » (« The Top 10 New Species »), un événement récompensant les découvertes les plus intéressantes en taxonomie organisé par l'International Institute for Species Exploration.
D'une part, c'est la première espèce africaine sans caféine découverte en Afrique centrale : jusque là on n'en connaissait qu'à Madagascar et en Afrique de l'Est. D'autre part, parmi toutes les espèces du genre Coffea, c'est celle qui contient le plus faible taux de sucrose (3,8 % dmb ).